# Porlamar
Porlamar is de grootste stad op het Venezolaanse eiland Isla Margarita, in de staat Nueva Esparta. Het ligt aan de zuidoostkust en werd al in 1536 gesticht. In 2013 had de stad 103.000 inwoners, ongeveer een derde van alle eilandbewoners. 
Tegenwoordig is de stad een belangrijk centrum voor het toerisme. 
- Het vliegveld Del Caribe International General Santiago Marino Airport ligt nabij de stad.